# 梓树
梓树（学名：Catalpa ovata）是紫葳科梓属的植物。

## 形态
落叶乔木；宽卵形或圆卵形的大叶子3枚轮生或对生，3－5浅裂或全缘，无毛或微有毛；夏初开浅黄色二唇形花，圆锥花序顶生；蒴果细长；扁平种子多数，两端有长毛。

## 分布
原產於中國，是一種速生樹種;分布於日本以及中國的長江流域，南嶺以北各地，生長於海拔500米~2500米的地區，常生於村莊附近或公路兩旁，目前尚未由人工引種栽培。

## 用途
梓树嫩叶可食，树皮是一种中药，叫做“梓白皮”，木材轻软，古代因其速生，常作为薪炭用材，农村每家都在房前屋后种植，一为遮荫，二为用做燃料，和桑树同为家庭必备树木（桑树作为养蚕抽丝纺织的必需树种）。所以古代汉语常称自己的家乡为“桑梓”。

## 别名
楸（长编），花楸、水桐、河楸（河南经济植物志），臭梧桐（东北植物检索表），黄花楸（云南造林树），水桐楸（湖南衡山），木角豆（杭州药用植物志）

## 延伸阅读
[在维基数据编辑]
 《欽定古今圖書集成·博物彙編·草木典·梓部》，出自陈梦雷《古今圖書集成》
 《植物名實圖考·梓》，出自吳其濬《植物名實圖考》

## 外部連結
- 梓, Zi （页面存档备份，存于） 藥用植物圖像數據庫 (香港浸會大學中醫藥學院) （繁體中文）（英文）